# قشر البياض
قشر البياض هو نوع من أنواع الأسماك ذات الزعانف الشعاعية من والتي تشمل الديوك والرافعات من عائلة بيرسيداي والأرباع. توجد في المياه العذبة والمياه معتدلة الملوحة في غرب أوراسيا. إنها سمكة صيد شهيرة وقد تم تقديمها إلى مجموعة متنوعة من الأماكن خارج نطاقها الأصلي. إنه نوع من مثل ساندر.

## التصنيف
تم وصف قشر البياض رسمياً لأول مرة في 1758 باسم بيركا لوسيوبيركا بواسطه كارولوس لينيوس في المجلد 1 من الإصدار العاشر من سيستيما ناتريو وأعطى الأنواع المحلية على انها «بحيرات أوروبية» عندما ابتكر اورينز اوكين (1779-1851) جنس ساندر الذي صنع أنواع بيركا لوسيوبيركا. قشر البياض هو جزء من كليد أوروبي داخل جنس ساندر الذي انشق عن سلف مشترك مع كليد أمريكا الشمالية، الذي ينتمي إليه العين رمادية فاتحة اللون منذ حوالي20.8 مليون سنة.
داخل الكليد الأوروبي، يفرز فولجا بيكبيرش الأنثى في هذه الأعشاش ثم يحرس الذكور البيض ويقلى. يعتقد أن السلالة المؤدية إلى الزاندر قد تباعدت عن السلف المتشرك مع فولجا بيكبيرش منذ حوالي 13.8 مليون سنة بينما حدث الانشقاق عن جثم مصبات الأنهار منذ حوالي 9.1 مليون سنة.

## وصف
قشر البياض هو أكبر عضو في الطحالب وله جسم عضلي طويل يشبهه إلى حد ما الرمح الشمالي (ايسوكس لوسيوس), ومن هنا جاء الاسم الشائع الإنجليزي البديل رمح جثم. الجزء العلوي من الجسم لونه بني-أخضر ويمتد إلى الجوانب كأشرطة عامودية داكنة، في نمط لا يختلف عن نمط الفرخ الأوروبي (بيركا فلوفياتيلس) بينما الجزء السفلي من الجسم أبيض كريمي. الزعنفة الذيلية داكنة والزعانف الصدرية والحوضية والشرجية بيضاء شاحبة.
تتميز الزعانف الظهرية والذيلية بصفوف من البقع السوداء وعلى الأغشية بين الأشواك والأشعة، أكبرها وأكثرها وضوحًا على الزعنفة الظهرية الأولى. لديهم فك قوي مسلح بالعديد من الأسنان الحادة وأنياب طويلة في مقدمة كل فك. يوجد عامود فقري مسطح على الخيش. أشعة 10-14 شعاعا طريًا 21 زعنفة ذيلية طويلة ومتشعبة.
الحد الأقصى للطول القياسي المنشور للزاندر هو 100 سم (39بوصة), على الرغم من وجوده الأكثر شيوعًا عند حوال 60 سم (20بوصة) يمكن ان يصل وزن هذا النوع إلى 20 كجم (20رطلًا) على الرغم من أنه من المعتاد أن يكون المصيد أصغر بكثير.تم تسجيل الرقم القياسي العالمي للزاندر في سوسيرا في يونيو 2016 يوزن 11.48 (25.3 رطلا) وصل الزاندر إلى متوسط طول 80-40 سم (15.5-3105 بوصة) مع اقصى طول 120 سم (47بوصة).

## توزيع
يتم توزيع قشر البياض على نطاق واسع عبر أوراسيا، ويوجد في ضفاف بحر قزوين، والبلطيق، والأسود، وارال، والشمال، وأحواض بحر إيجة. الحد الشمالي لتوزيعها هو فنلندا. تم تقديمه إلى بريطانيا العظمى جنوب أوروربا وأوروبا القارية غرب إلبه وإبرو وتاجوس وجوكار، وكذلك ألاناضول وشمال إفريقيا وسيبيريا وقيرغيرستان وكازخستان.
في المملكة المتحدة، تم إدخال قشر البياض في ألاصل في عام 1878 من قبل فرانسيس راسل، دوق بيدفورد التاسع، إلى البحيرات في ملكية ووبرن ابي، وبعد ذلك بوقت قصير إلى قناه غريت أوز ريليف في السياج. أدرجت الممرات المائية البريطانية الزاندر ضمن «العشرات القذرة» من الأنواع غير الأصلية التي يحتمل أن تضر بالحياة البرية المحلية على طول الأنهار في بريطانيا العظمى.
يعود نجاحهم في تأسيس أفسهم إلى عدد من العوامل، أحدها أنهم يتأقلمون جيدًا بشكل خاص مع الحياة في المياه البطيئة التدفق، قليلة الخضرة، المظلمة إلى حد ما والتي تضم العديد من أنهار ذات الرؤية المنخفضة نوعًا ما، على عكس البايك، الذي غالبًا مايهمين على مكانة الأسماك المفترسة في المياه الصافية. ومع ذلك، يحتاج الزنادر إلى الكثير من الأكسجين ويختفي بسرعة من مناطق التخثث.
تم تخزين قشر البياض في بحيرة سبيريتوود، نورث داكوتا في عام 1989 , ومنذ ذلك الحين ظل 14 عالمًا من علماء البيئة يعتقدون أنه في حالة حدوث إنشاء في منطقة البحيرات العظمى، فسوف يتنافسون مع أسماك الطرائد مثل سمكة العيم رمادية فاتحة اللون أو سمك الفرخ الأصفر من أجل الغذاء والمؤل 14. أونتاريو تصنف الحكومة بشكل استباقي الزنادر على أنه على نوع غازي مستقبلي.

## الموطن وعلم الأحياء

### الموطن
يعيش قشر البياض في مسطحات المياه العذبة، ويفضل الأنهار الكبيرة والبحيرات المغذية. إنها تتحمل المياه قليلة الملوحة وتستفيد من البحيرات الساحلية ومصبات الأنهار. يهاجر الأفراد الذي يعيشون في موائل المياه معتدلة الملوحة إلى أعلى النهر لمسافة تصل إلى 250 كليومترًا (160ميلًا) للتكاثر.

### حمية
قشر البياض هي حيوانات آكلة للحلوم ويتغذى البالغون على أسماك المدرسة الصغيرة وقد وجدت الدراسات حلو بحر البلطيق أنها تتغذى على الرائحة اللأوروبية والسمك الأوروبي، الصراصير الشائعة.
تم العثور عليه أيضًا باعتباره آكل لحوم البشر على الزاندر الأصغر. كما تم تسجيلها تتغذى على سمك السلمون المرقط (سالمو تروتا) وسمك السلمون الأطلسي (سلمون سلر) 71 في المملكة المتحدة، يزدهر الزاندر في القنوات حيث المياه ضبابية بسبب حركة القوارب وعلى الرغم من أن فريستها المفضلة في هذه المياه غي صرصور شائع. لها تأثير كبير على التجمعات.

### التكاثر
يتكاثر قشر البياض فوق الحصى في المياه المتدفقة، ويدافع الذكور عن منطقة يحفرون فيها المنخفضات الضحلة في الرمال أو الحصى التي يبلغ طولها حوالي 50 سنتيمتر (20 بوصة)بوصة وعرض 5–10 سنتيمتر (2.0–3.9 بوصة) في العمق في الرمل أو الحصى. سيعششون أيضًا بين جذور النباتات المكشوفة ويوضع البيض على هذه الجذور. عادة ما تكون الأعشاش على أعماق من 1 إلى 3 متر (39 إلى 118 بوصة) في الماء العكر. يحدث التزاوج في أزواج ليلاً وفي الفجر. عندما يتم وضع البيض، تكون الأنثى ثابتة فوق عش الذكر ويسبح الذكر سريعًا حولها، محتفظًا بمسافة حوالي 1 متر (3.3 قدم) من الاكتئاب التعشيش. ثم يوجه الذكر نفسه بشكل عمودي على الركيزة ويسبح الزوج حوله بسرعة، ويطلق البويضات والحيوانات المنوية. الأنثى تغادر بعد إطلاق بيضها. يبقى الذكر في العش ويدافع عنه، ويهوي البيض باستخدام الزعانف الصدرية. تضع كل أنثى كل بيضها دفعة واحدة وتلد مرة واحدة فقط في السنة. تنجذب اليرقات للضوء وبعد مغادرتها العش تتغذى على العوالق الحيوانية وحيوانات السطح الصغيرة. يكون موسم التفريخ الطبيعي في أبريل ومايو، على الرغم من أنه قد يتكاثر بشكل استثنائي من أواخر فبراير حتى يوليو، وتعتمد الفترة الفعلية على خط العرض والارتفاع. العامل الحاسم هو أنها تحتاج إلى درجات حرارة تصل إلى 10–14 °م (50–57 °ف) قبل بدء التزاوج.

### تاريخ الحياة
يبلغ الحد الأقصى لعمر الزاندر 17 عامًا والنضج الجنسي من # إلى 10 سنوات، مع 4 سنوات من الحياة النموذجية الطفيليات والحيوانات المفترسة.

### الطفيليات والحيوانات المفترسة
من المعروف أن عددًا كبيرًا من الطفيليات تصيب جلد الزاندر وعينيه وأعضائه الداخلية. يمكن أن يستضيف الجهاز الهضمي الديدان الخيطية، والتي يمكن أن تتنتقل إلى البشر إذا تم تدخين الأسماك أو قليها أو طهيها في درجات حرارة أقل من 50 درجة مئوية (122 درجة فهرنهايت) يعتبر الزاندر أيضًا ناقلُا (باسيفيكا) متعدد الأاشكال وقد يكون مسؤولًا عن انتشار الطفيلي إلى بعض أنظمة الأنهار الفرنسة خلال الستينيات والسبعينيات، مما ادى إلى انخفاض في أعداد الكاربين الأصليين.
تشمل الحيوانات المفترسة المسجلة في الزاندر الأخرى، بإلاضافة إلى الثعابين الأوروبية (أنغيلا، أنغيلا), الويزلي وختم بحر قزوين.

## استخدامها من قبل البشر

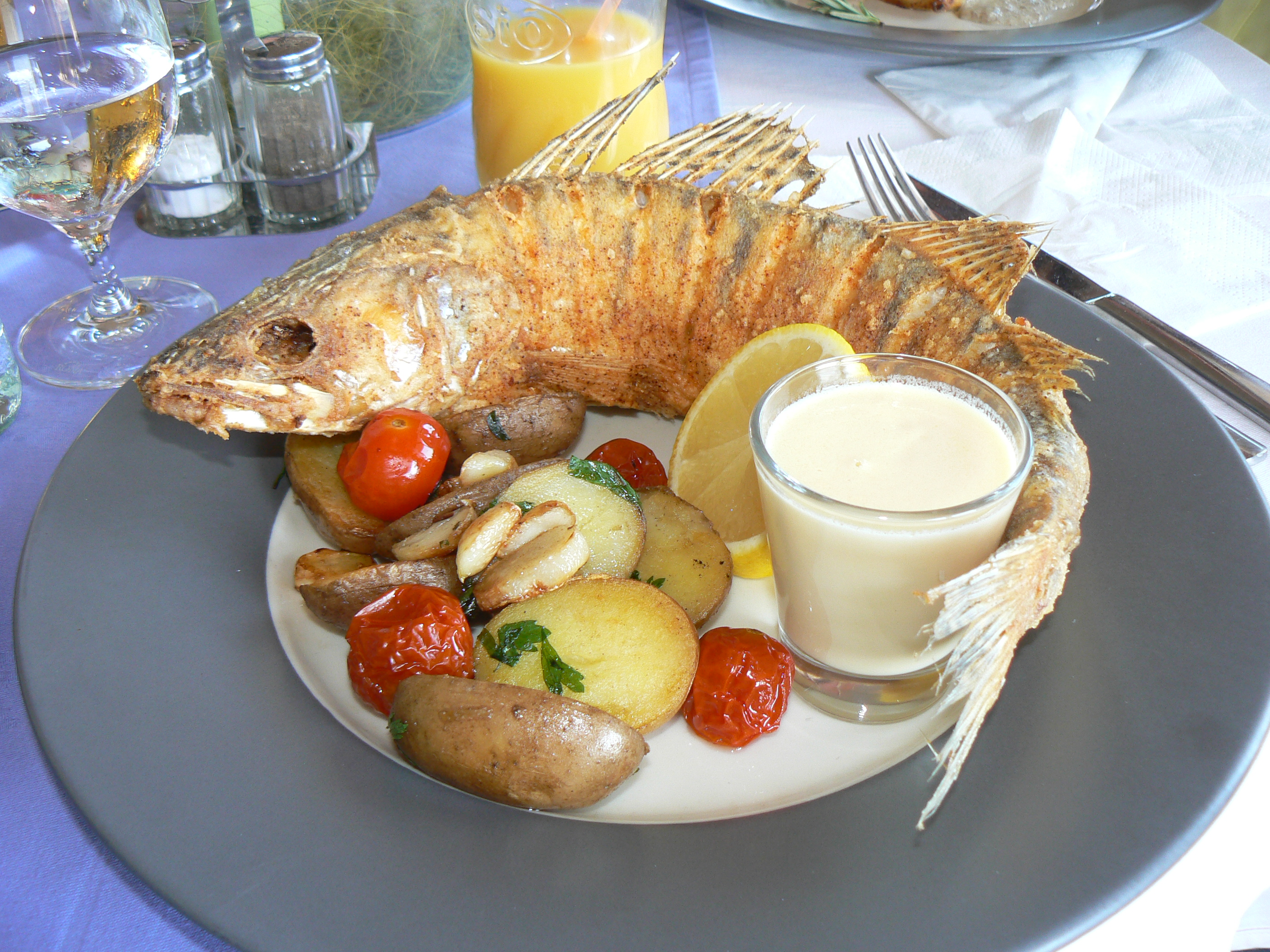
قشر البياض مطهي كامل يقدم في مطعم في بالاتونفوريد ، المجر.

هو واحد من ألاسماك الغذائية الأكثر قيمة في أوروبا. تشتهر بلوحمها الخفيفة والثابتة ولكن الطرية مع القليل من العظام أو بدون عظام ونكهة لذيذة. على الرغم من أنه لايتم تربيته بشكل على الغذاء، إلا أن قدرته على التكيف تجعل مصايد الزاندر مستدامة تمامًا.
في الواقع، فإن إطلاق قشر البياض الصفير مقيد في بعض المناطق، حيث توفر المخزونات الطبيعية بالفعل إمدادات كافيه للسوق، في حين أن الزيادة في عدد سكان هذا المفترس الكبير سيكون له تأثير سلبي على أعداد فريسته.
الزاندر مناسب بشكل خاص لشرائح السمك. يمكن أيضا تقديمها كاملة أو مخبوزة، أو مدخنة، أو مطبوخة. في بعض دوائر الطهي، يعتبر الزاندر أكبر قيمه من سمك السلمون. حتو بقايا الطعام يمكن طهيها في شكل قابل للاستهلاك.
في عام 2004, تم الكشف عن أن بعض المطاعم في منطقة منيابولس سانت بول في مينيسوتا كانت تخدم سمك الزاندر المستوردة بدلًا من سمكة الوالي في أمريكا الشمالية (سمكة الولاية، وهي طعام شهير في المنطقة). في حين أن الزاندر والي لايمكن تمييزهما تقريبًا حسب الذوق، كانت المطاعم تبيع الأسماك الأوروبية تحت اسم «العين رمادية فاتحة اللون», وهي ممارسة غير قانونية. يتبع تحقيقًا أجرته إدارة الغذاء والدواء الأمريكية.
في ولاية أوهايو، تم اكتشاف العديد من المطاعم باستخدام شى ائح قشر البياض الضغيرة في نطاق 40 إلى 80 جرامًا بلًا من سمك الفرخ الأصفر في بحيرة إيري. أدى النقص في سمك الفرخ إلأى جانب الارتفاع الصاروخي في اللأسعار إلى قيام تجار الجملة والمطاعم باستخدام زاندر الأحداث من أجل«شرائح البايك» الشهيرة.

زاندر في شعار النبالة لكورتان

في فنلندا، كإجراء للحفظ، ينظم القانون الحد الادنى لحجم الزاندر الذي يعتبر ناضجًا بما يكفي لتناوله.
في يوليو 2009, في حادث نادر، سباح زاندر في الجزء السويسري من بحيرة ماجوري، وأرسل شخصين إلى غرفة الطوارئ، أسوأ عضة تسببت. يبلغ طول الجرح حوالي 10 سم. تم القبض على السمكة التي وزنها 70.8 كجم من قبل الشرطة المحلية التي طهتها وعرضتها على السائحين بسسب المشاكل التي تسببت بها.
باعتبارها أكبر عضو في عائلة سمك الفرخ، فإن الزاندر هي سمكة صيد شهيرة في المملكة المتحدة. ومع ذلك، فهي من الناحية القانونية من الأنواع الغازية غير الأصلية؛ يجب تدمير أي زاندر يصطاده الصيادون.

### تربية الأحياء المائية
جذب الطلب المتزايد على قشر البياض للاستهلاك الادمي اهتمامًا شديدًا من مزارعي الأسماك. البروتوكولات التفصيلية لتربية وزراعة الزاندر متاحة اليوم (19) في جميع أنحاء أوروبا، يقوم عدد متزايد من منشآت الاستزراع المائي بإنتاج الزاندر للتخزين أو الأستهلاك البشري، خاصة في إعادة تدوير أنظمة الاستزراع المائي. لايزال حجم الإنتاج منخفضًا، لكن من المتوقع أن يزداد. تتطلب تكاليف الاستثمار والصيانة المرتفعة تربية أنواع عالية القيمة مع قبول جيد في السوق مثل الزاندر.